# ۱۵ اردیبهشت
۱۵ اردیبهشت چهل و ششمین روز از سال در گاه‌شماری خورشیدی است. به پایان سال ۳۱۹ روز (۳۲۰ روز در سال کبیسه) مانده‌است.

## رویدادها
- ۱۳۸۶ - حادثه ۱۵ اردیبهشت ۱۳۸۶ 
فروند هواگرد آموزشی
- ۱۴۰۱ - آغاز اعتراضات ۱۴۰۱ خوزستان

## زادروزها
- ۱۳۱۲ - عبدالله جوادی آملی، از مراجع تقلید
- ۱۳۱۶ - محمدعلی تبریزیان، بازیگر
- ۱۳۲۹ - گوگوش، خواننده و بازیگر
- ۱۳۴۸ - مانی حقیقی، بازیگر، نویسنده و کارگردان
- ۱۳۴۸ - ستار اورکی، آهنگساز

## درگذشتگان
- ۱۳۶۱ - حسین قجه‌ای، از فرماندهان لشکر ۲۷ محمد رسول‌الله
- ۱۳۶۷ - حمید میرزا، آخرین ولیعهد دودمان قاجار
- ۱۳۹۹ - نجف دریابندری، مترجم و نویسنده

## مناسبت‌ها
- روز شیراز
- روز جهانی ماما
- روز زرتشت[۱]
- Maidh-yo-zarem: (میدیوزَرِیم) – نخستین گاهنبار روز پانزدهم اردیبهشت‌ماه، چهل‌وپنجمین روز از آغاز سال که در آن «آسمان» آفریده شد. ترجمه این گهنبار، نیمه سرسبزی یا نیمه بهار است